# Казахстанская книжная графика
Оригинальные традиции книжной графики в Казахстане начали формироваться в 1940-е годы. Во второй половине XX века в Казахской ССР возникла собственная школа книжной графики, существующая и поныне.

## История
Становление казахстанской школы книжной графики происходило в 1940-х — 1950-х годах и связано с работами таких алма-атинских художников, как К. Ходжиков, B. И. Антощенко-Оленев, А. Романов, К. Я. Баранов, Ю. Мингазитдинов. Главным средством внутреннего оформления книг был рисунок карандашом и пером. В современности особо ценятся созданные Ходжиковым иллюстрации к стихам Абая.
Особенно интенсивно книжная графика Казахстана развивалась в 1950-х — 1980-х годах. Создание новых издательств («Жалын», «Мектеп», «Онер») активизировало работу художников-графиков. Повышению уровня исполнения и качества изданий способствовало использование линогравюры, офорта, литографии и других сложных графических техник. Широко известны автолитографии Е. М. Сидоркина (серия «Читая Сакена Сейфуллина», 1964; иллюстрации к роману «Путь Абая» М. Ауэзова, 1971; иллюстрации к «Истории одного города» М. Е. Салтыкова-Щедрина, 1974—1978).
В 1990-е годы над оформлением современной казахстанской книги работали И. Исабаев, А. Рахманов, А. Бейсембинов, М. Кисамединов, Е. Бейсембинова и другие известные художники.

## Признание
Оформленные художниками Казахстана книжные издания неоднократно удостаивались дипломов на международных и республиканских конкурсах. Медалыо международного конкурса книги в Японии (Noma Concours, 2002) за оформление «Казахских сказок» отмечен казахский художник А. Мендибаев.